# 勒尚邦
勒尚邦（法語：Le Chambon，法語發音：[lə ʃɑ̃bɔ̃]）是法国阿尔代什省的一个市镇，属于罗讷河畔图尔农区。

## 地理
勒尚邦（44°50'13"N, 4°18'21"E）面积10.52 平方千米，位于法国奥弗涅-罗讷-阿尔卑斯大区阿尔代什省，该省份为法国东南部内陆省份，北起顺时针与卢瓦尔省、伊泽尔省、德龙省、沃克吕兹省、加尔省、洛泽尔省和上盧瓦爾省接壤。
与勒尚邦接壤的市镇（或旧市镇、城区）包括：多尔纳、拉尚拉斐尔、梅济亚克、圣昂代奥勒-德富尔沙德。

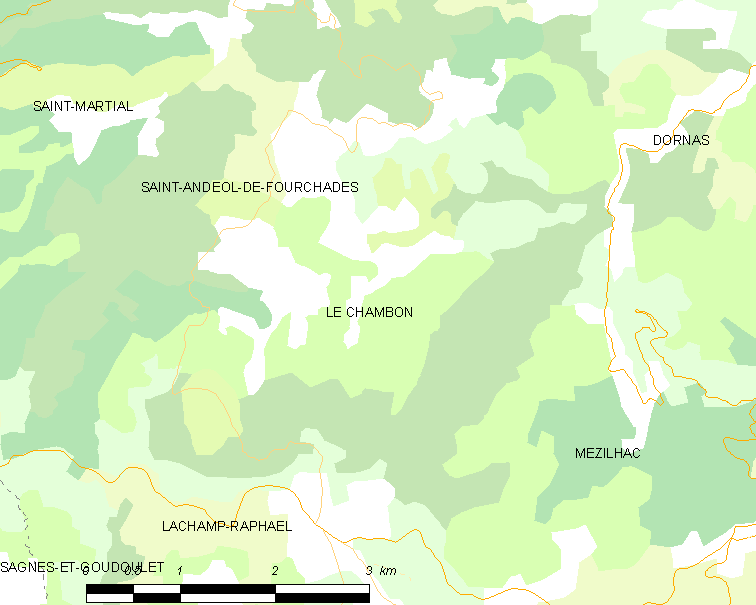
勒尚邦的OSM定位图

勒尚邦的时区为UTC+01:00、UTC+02:00（夏令时）。

## 行政
勒尚邦的邮政编码为07160，INSEE市镇编码为07049。

## 政治
勒尚邦所属的省级选区为上埃里约县。

## 人口

1962-2008年间勒尚邦人口变化图示

勒尚邦于2022年1月1日时的人口数量为60人。